# Phaenopsectra superatum
Phaenopsectra superatum är en tvåvingeart som beskrevs av Jean-Jacques Kieffer 1922. Phaenopsectra superatum ingår i släktet Phaenopsectra och familjen fjädermyggor.
Artens utbredningsområde är Tyskland. Inga underarter finns listade i Catalogue of Life.